# Styringomyia impunctata
Styringomyia impunctata is een tweevleugelige uit de familie steltmuggen (Limoniidae). De soort komt voor in het Afrotropisch gebied.